# Hans Millonig
Johann „Hans” Millonig (ur. 11 września 1952 w Villach) – austriacki skoczek narciarski.
Najlepsze wyniki w Pucharze Świata w skokach osiągnął w sezonie 1979/1980, gdy zajął 6. miejsce w klasyfikacji generalnej. W całej swojej karierze trzy razy stał na podium konkursów Pucharu Świata, w tym raz był pierwszy, raz drugi oraz raz trzeci.
Brał udział w Zimowych Igrzyskach Olimpijskich 1980 w Lake Placid, gdzie zajął 25. miejsce na dużej skoczni.

## Puchar Świata

### Miejsca w klasyfikacji generalnej
- sezon 1979/1980: 6.

### Miejsca na podium chronologicznie
1. 21 marca 1980 Planica – 1. miejsce
2. 22 marca 1980 Planica – 3. miejsce
3. 25 marca 1980 Szczyrbskie Jezioro – 2. miejsce

## Igrzyska olimpijskie
- Indywidualnie
  - 1980, Lake Placid (USA) – 25. miejsce (duża skocznia)